# Lubnice (Czechy)
Lubnice – gmina w Czechach, w powiecie Znojmo, w kraju południowomorawskim. Według danych z dnia 1 stycznia 2014 liczyła 69 mieszkańców.